# 茶臼山高原

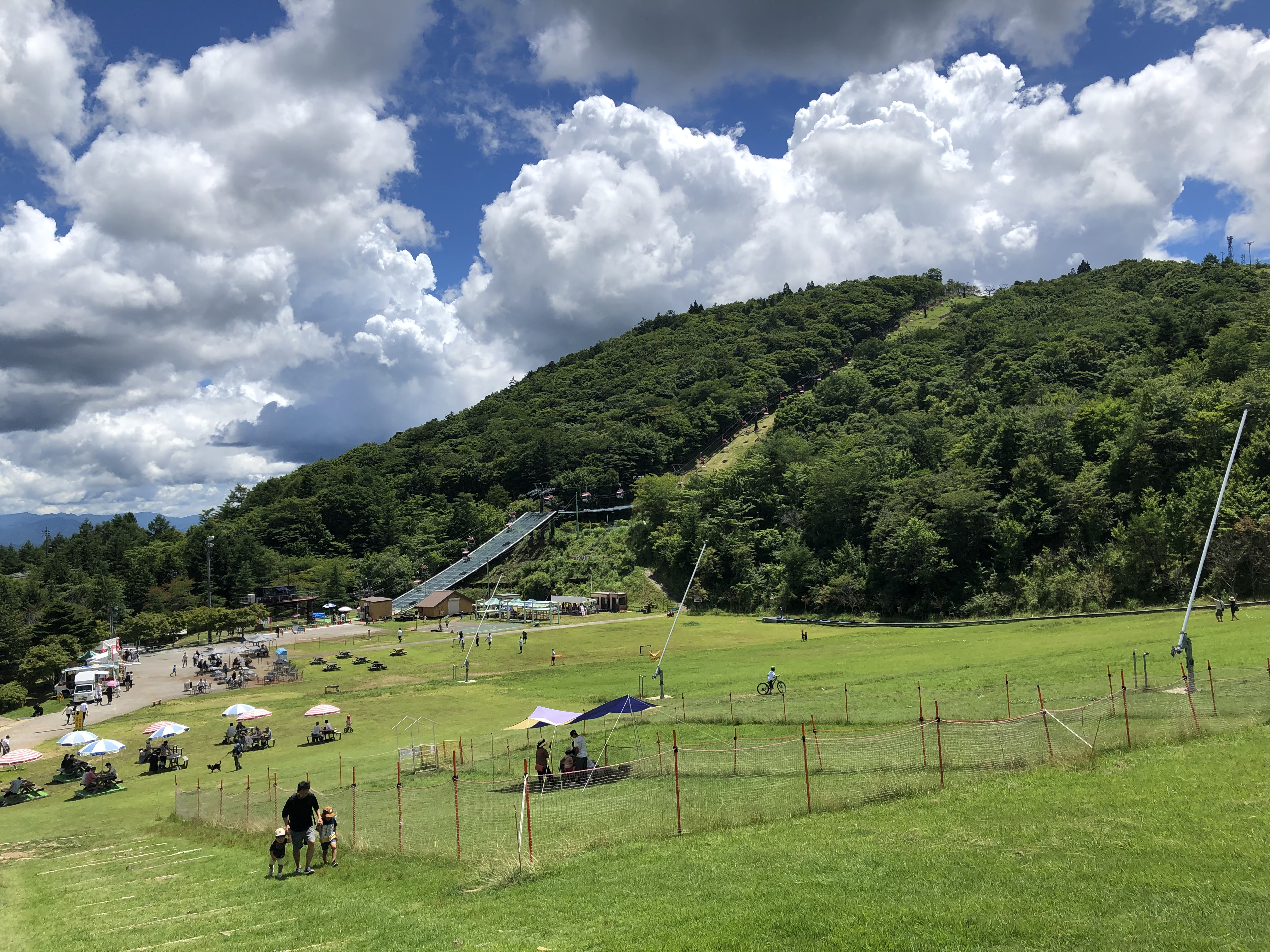
萩太郎山と茶臼山高原

茶臼山高原（ちゃうすやまこうげん）は、愛知県北設楽郡豊根村と長野県下伊那郡根羽村の境界にある標高1,415m、愛知県最高峰の茶臼山とその南西の標高1,358mの萩太郎山の間に広がる高原地帯である。愛知県唯一のスキー場である茶臼山高原スキー場がある。

## 施設
2つの山の間に挟まれた谷間に、休暇村も高原の美術館、矢筈池、レストハウス、天空庵、県営放牧場がある。萩太郎山へは第一、第二の観光リフトがあり、リフトで登ったところに天空の花回廊芝桜の丘がある。ここには33万株の芝桜の花畑が見られる。

## 近隣の施設
- 茶臼山高原スキー場
- 湯〜らんどパルとよね
- 茶臼山 高原の美術館 - 写真家前田真三の奥三河をテーマにした写真の常設展がある。冬季は閉館。

## ギャラリー
- 茶臼山と茶臼山高原
- 茶臼山高原の芝桜
- 観光リフト
- レンタルのマウンテンバイク